# Gorkovec
 Gorkovec  falu Horvátországban Krapina-Zagorje megyében. Közigazgatásilag Klanjechez tartozik.

## Fekvése
Zágrábtól 32 km-re északnyugatra, községközpontjától  3 km-re délre, a Horvát Zagorje területén, a megye délnyugati részén fekszik.

## Története
1857-ben 104, 1910-ben 124 lakosa volt. Trianonig Varasd vármegye Klanjeci járásához tartozott.  2001-ben 27 lakosa volt.

## Külső hivatkozások
- Klanjec város hivatalos oldala
- Klanjec város információs portálja